# Adalbert I d'Ostrevent
Adalbert I o Adalbald d'Ostrevent († 642) fou un comte de Douai en començar el segle VII. També és conegut com a Albert d'Ostrevent. És venerat com a sant per diverses confessions cristianes.
No s'ha de confondre amb el beat Adabald o Adalbert II d'Ostrevent († 790), casat amb santa Regina de Denain, i pare de Santa Regenfreda o Renfroia de Denain (festa el 22 d'abril) i altres 9 filles.

## Biografia
Era net de Gertruda d'Hamage. Tenia una posició elevada a la cort del rei Dagobert I. El 630 va fundar el monestir de monjos de Marchiennes. El 632 es va casar amb una princesa d'Aquitània, Rictruda de Marchiennes.
El matrimoni va tenir quatre fills, també venerats com a sants: 
- Eusèbia d'Hamage
- Adalsinda d'Hamage
- Maurant de Douai
- Clotsinda d'Hamage.

Fou assassinat en condicions que resten obscures, quan complia una missió a Gascunya, el 642. La seva esposa va convertir el monestir de Marchinennes en doble (de monjos i monges), i hi va ingressar, essent-ne abadessa.

## Veneració
El seu cos fou retornat a Flandes i enterrat a Saint-Amand-les-Eaux, antigament Elnone (Nord), després les restes foren portades a Douai. Venerat com a màrtir, fou declarat sant per l'Església i la seva festa se celebra el 2 de febrer (la seva mort) i el 2 de maig (trasllat de les relíquies a Douai el 1221).